# Dubai Sevens
Il Dubai Sevens è un torneo annuale di rugby a 7 che si disputa nell'emirato arabo di Dubai e che fa parte delle World Rugby Sevens Series.
Fino alla stagione 2007 si disputava al Dubai Exiles Rugby Ground, mentre a partire dal 2008 viene organizzato presso il The Sevens. Nel 2011, in concomitanza della competizione, è stato disputato anche il primo evento ufficiale di rugby a 7 femminile sancito dall'IRB (IRB Women's Sevens Challenge Cup) vinto dal Canada.

## Albo d'oro
| Anno                                       | Luogo                            |                        | Finale di Cup | Finale di Cup | Finale di Cup |           | Finale Plate | Finale Plate | Finale Plate |
| Anno                                       | Luogo                            | Vincitore              | Punteggio     | Finalista     | Vincitore     | Punteggio | Finalista    |              |              |
| Dubai Sevens                               |                                  |                        |               |               |               |           |              |              |              |
| 1988 Dettagli                              | Dubai, Dubai Exiles Rugby Ground | London Scottish        |               |               |               |           |              |              |              |
| 1989 Dettagli                              | Dubai, Dubai Exiles Rugby Ground | Crawshays              |               |               |               |           |              |              |              |
| 1990 Dettagli                              | Dubai, Dubai Exiles Rugby Ground | Stade Toulousain       |               |               |               |           |              |              |              |
| 1991 Dettagli                              | Dubai, Dubai Exiles Rugby Ground | Quennsland             |               |               |               |           |              |              |              |
| 1992 Dettagli                              | Dubai, Dubai Exiles Rugby Ground | Scozia                 |               |               |               |           |              |              |              |
| 1993 Dettagli                              | Dubai, Dubai Exiles Rugby Ground | White Heart Marauders  |               |               |               |           |              |              |              |
| 1994 Dettagli                              | Dubai, Dubai Exiles Rugby Ground | Corea del Sud          |               |               |               |           |              |              |              |
| 1995 Dettagli                              | Dubai, Dubai Exiles Rugby Ground | Kiwi Nomads            |               |               |               |           |              |              |              |
| 1996 Dettagli                              | Dubai, Dubai Exiles Rugby Ground | Figi                   |               |               |               |           |              |              |              |
| 1997 Dettagli                              | Dubai, Dubai Exiles Rugby Ground | New Zealand Invitation |               |               |               |           |              |              |              |
| 1998 Dettagli                              | Dubai, Dubai Exiles Rugby Ground | Figi                   |               |               |               |           |              |              |              |
| Tornei valevoli per il Sevens World Series |                                  |                        |               |               |               |           |              |              |              |
| 1999 Dettagli                              | Dubai, Dubai Exiles Rugby Ground | Nuova Zelanda          |               |               |               |           |              |              |              |
| 2000 Dettagli                              | Dubai, Dubai Exiles Rugby Ground | Nuova Zelanda          | 38 - 14       | Figi          |               |           |              |              |              |
| 2001 Dettagli                              | Dubai, Dubai Exiles Rugby Ground | Nuova Zelanda          | 38 - 12       | Figi          |               |           |              |              |              |
| 2003 Dettagli                              | Dubai, Dubai Exiles Rugby Ground | Sudafrica              | 33 - 26       | Nuova Zelanda |               |           |              |              |              |
| 2004 Dettagli                              | Dubai, Dubai Exiles Rugby Ground | Inghilterra            | 26 - 21       | Figi          |               |           |              |              |              |
| 2005 Dettagli                              | Dubai, Dubai Exiles Rugby Ground | Inghilterra            | 28 - 26       | Figi          |               |           |              |              |              |
| 2006 Dettagli                              | Dubai, Dubai Exiles Rugby Ground | Sudafrica              | 31 - 12       | Nuova Zelanda |               |           |              |              |              |
| 2007 Dettagli                              | Dubai, Dubai Exiles Rugby Ground | Nuova Zelanda          | 31 - 21       | Figi          | Argentina     | 15 - 14   | Samoa        |              |              |
| 2008 Dettagli                              | Dubai, The Sevens                |                        | Sudafrica     | 19 - 12       | Inghilterra   |           | Samoa        | 12 - 7       | Kenya        |
| 2009 Dettagli                              | Dubai, The Sevens                |                        | Nuova Zelanda | 24 - 12       | Samoa         |           | Australia    | 7 - 0        | Sudafrica    |
| 2010 Dettagli                              | Dubai, The Sevens                |                        | Inghilterra   | 29 - 21       | Samoa         |           | Sudafrica    | 19 - 12      | Australia    |
| 2011 Dettagli                              | Dubai, The Sevens                |                        | Inghilterra   | 29 - 12       | Francia       |           | Australia    | 17 - 14      | Sudafrica    |
| 2012 Dettagli                              | Dubai, The Sevens                |                        | Samoa         | 26 - 15       | Nuova Zelanda |           | Galles       | 21 - 14      | Canada       |
| 2013 Dettagli                              | Dubai, The Sevens                |                        | Figi          | 29 - 17       | Sudafrica     |           | Argentina    | 21 - 5       | Galles       |
| 2014 Dettagli                              | Dubai, The Sevens                |                        | Sudafrica     | 33 - 7        | Australia     |           | Argentina    | 26 - 12      | Scozia       |
| 2015 Dettagli                              | Dubai, The Sevens                |                        | Figi          | 28 - 17       | Inghilterra   |           | Sudafrica    | 19 - 14      | Australia    |
| 2016 Dettagli                              | Dubai, The Sevens                |                        | Sudafrica     | 26 - 14       | Figi          |           |              |              |              |
| 2017 Dettagli                              | Dubai, The Sevens                |                        | Sudafrica     | 24 - 12       | Nuova Zelanda |           |              |              |              |
| 2018 Dettagli                              | Dubai, The Sevens                |                        | Nuova Zelanda | 21 - 5        | Stati Uniti   |           |              |              |              |
| 2019 Dettagli                              | Dubai, The Sevens                |                        | Sudafrica     | 15 - 0        | Nuova Zelanda |           |              |              |              |